# Heterocypsela andersonii
Heterocypsela es un género monotípico de plantas fanerógamas perteneciente a la familia de las asteráceas. Su única especie, Heterocypsela andersonii, es originaria de Brasil, donde se encuentra en Minas Gerais.

## Taxonomía
Heterocypsela andersonii fue descrita por Harold E. Robinson y publicado en Phytologia  44(7): 442–444. 1979.